# Kościerzyna
Kościerzyna (Duits: Berent) is een stad in het Poolse woiwodschap Pommeren, gelegen in de powiat Kościerski. De oppervlakte bedraagt 15,83 km², het inwonertal 23.145 (2005).

## Geschiedenis
Als 'Beeren' kreeg de plaats stadsrechten van de Duitse Orde tot wiens staat hij sinds de 13e eeuw behoorde. In de conflicten tussen de Orde en de Poolse koning koos de stad wel de zijde van de koning, maar werd ze in 1463 niettemin door een Pools leger verwoest om de Orde die zich er verschanste te verjagen. Sinds 1466 behoorde de provincie West-Pruisen waarin de stad lag tot het Poolse koninkrijk. In de Pools-Zweedse oorlog werd ze in 1626 opnieuw verwoest, en in 1709 door een brand in de as gelegd. Van een ontwikkeling kwam weinig terecht en toen in 1772 West-Pruisen geannexeerd werd door het koninkrijk Pruisen was er weinig meer dan een dorp van over. Pas toen de stad een knooppunt werd in het moderne verkeer tussen Danzig en de westelijker gelegen Duitse gebieden, bloeide ze enigszins op. De eerste volkstelling (1867) laat zien dat op ruim 4.000 inwoners een kleine meerderheid Pools en katholiek was. Ruim 30% was Duits en luthers; 10% Duits en joods. In 1919 werd de stad bij het nieuw opgerichte Polen gevoegd. Ze lag in de zogenaamde Poolse corridor. Tijdens de Duitse bezetting tussen 1939 en 1945 werden de Joden werden geïnterneerd en vermoord. In 1945 werden de overgebleven Duitsers verdreven (Verdrijving van Duitsers na de Tweede Wereldoorlog). In de naoorlogse periode kon de stad zich ontwikkelen tot een middelgroot regionaal bestuurscentrum. Die ontwikkeling stagneert onder invloed van de grootschaligheid die de huidige economie steeds meer kenmerkt.

## Verkeer en vervoer
- Station Kościerzyna

## Geboren in Berent/Kościerzyna
- Gustav Flatow (1875-1945), Duits-Joodse turner
- Marek Kulas (1963), voetballer

## Galerij

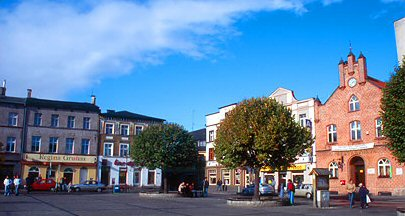
Kościerzyna